# Gerrit Peters
Gerard „Gerrit” Peters (ur. 31 lipca 1920 w Haarlemie, zm. 6 kwietnia 2005 tamże) – holenderski kolarz torowy i szosowy, złoty medalista torowych mistrzostw świata.

## Kariera
Największy sukces w karierze Gerrit Peters osiągnął w 1946 roku, kiedy zdobył złoty medal w indywidualnym wyścigu na dochodzenie zawodowców podczas mistrzostw świata w Zurychu. W zawodach tych bezpośrednio wyprzedził Francuza Rogera Piela oraz Duńczyka Arne Pedersena. Konkurencję tę rozgrywano po raz pierwszy na imprezie tego cyklu, tym samym Holender został pierwszym w historii mistrzem świata w indywidualnym wyścigu na dochodzenie zawodowców. Był to jedyny medal wywalczony przez Petersa na międzynarodowej imprezie tej rangi. Startował również w wyścigach szosowych, ale bez większych sukcesów. Wielokrotnie zdobywał medale mistrzostw Holandii, zarówno w kolarstwie torowym jak i szosowym, w tym dwa złote. W 1951 roku wystartował w Tour de France, a dwa lata później w Giro d'Italia, jednak obu wyścigów nie ukończył. Nigdy nie wystąpił na igrzyskach olimpijskich.